# Iraanse presidentsverkiezingen 2013
Op 14 juni 2013 werden in Iran de presidentsverkiezingen gehouden. Kandidaten konden zich van 7 mei tot en met 11 mei 2013 registreren voor de verkiezingen. 

## Achtergrondinformatie
De president is de hoogste Iraanse functionaris die gekozen kan worden via verkiezingen. Na de Hoogste Leider van Iran (thans Ali Khamenei) heeft de president de belangrijkste positie in het land. Alle Iraanse burgers die geboren zijn in Iran, in God geloven en het sjiisme als godsdienst hebben, altijd loyaal zijn geweest aan de constitutie van Iran en minstens 21 jaar oud zijn, kunnen zich registreren als kandidaat. Alvorens kandidaten daadwerkelijk mee mogen doen aan de verkiezingen, dienen zij eerst goedgekeurd te worden door de Raad der Hoeders.
De presidentsverkiezingen van 2009 leidden tot protesten en hevige rellen. De verliezende hervormingsgezinde kandidaten Mir-Hossein Mousavi en Mehdi Karroubi hebben tijdens de verkiezingen van 2013 nog altijd huisarrest.

## Kandidaten
Op 21 mei 2013 werden de kandidaten bekendgemaakt die mee mogen doen aan de verkiezingen. Dit waren acht van de ongeveer zevenhonderd kandidaten die zich registreerden. Onder de acht kandidaten zijn er vijf conservatief: Gholam-Ali Haddad-Adel, Mohammad-Bagher Ghalibaf, Ali Akbar Velayati, Mohsen Rezaee en Saeed Jalili. Twee gematigd-progressief: Mohammad-Reza Aref en Hassan Rohani. En één onafhankelijk: Mohammad Gharazi. Belangrijke afvallers waren de hervormingsgezinde ex-president Rafsanjani en de nationalistische kandidaat Esfandiar Rahim Mashaei uit het kamp van de zittende president Ahmadinejad.
Tijdens de verkiezingscampagne trokken Haddad-Adel en Aref zich op resp. 10 en 11 juni 2013 terug van de verkiezingen. In een reactie liet Haddad-Adel het volgende weten: "Met mijn terugtrekking vraag ik de mensen om zich strikt te houden aan de criteria van de Opperste Leider van de Revolutie (Ayatollah Ali Khamenei) wanneer zij stemmen voor de kandidaten." Aref doet niet meer mee om het aantal kandidaten terug te brengen en Rohani meer kansen te geven. Door hun terugtrekking waren er nog zes kandidaten verkiesbaar.

### Conservatief

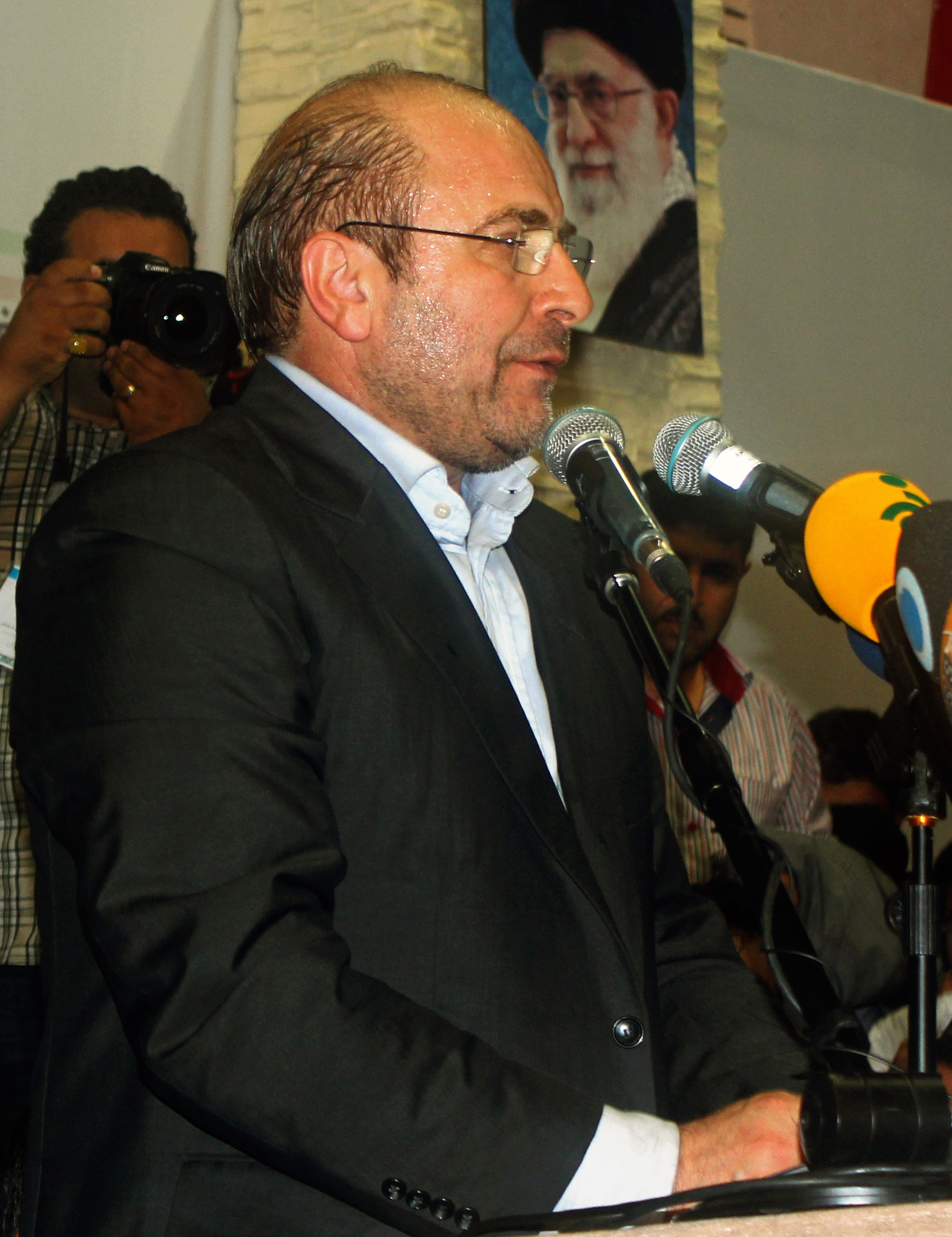
Mohammad-Bagher Ghalibaf
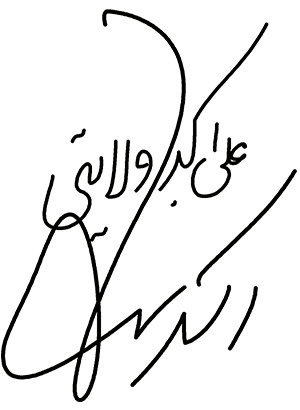
Ali Akbar Velayati
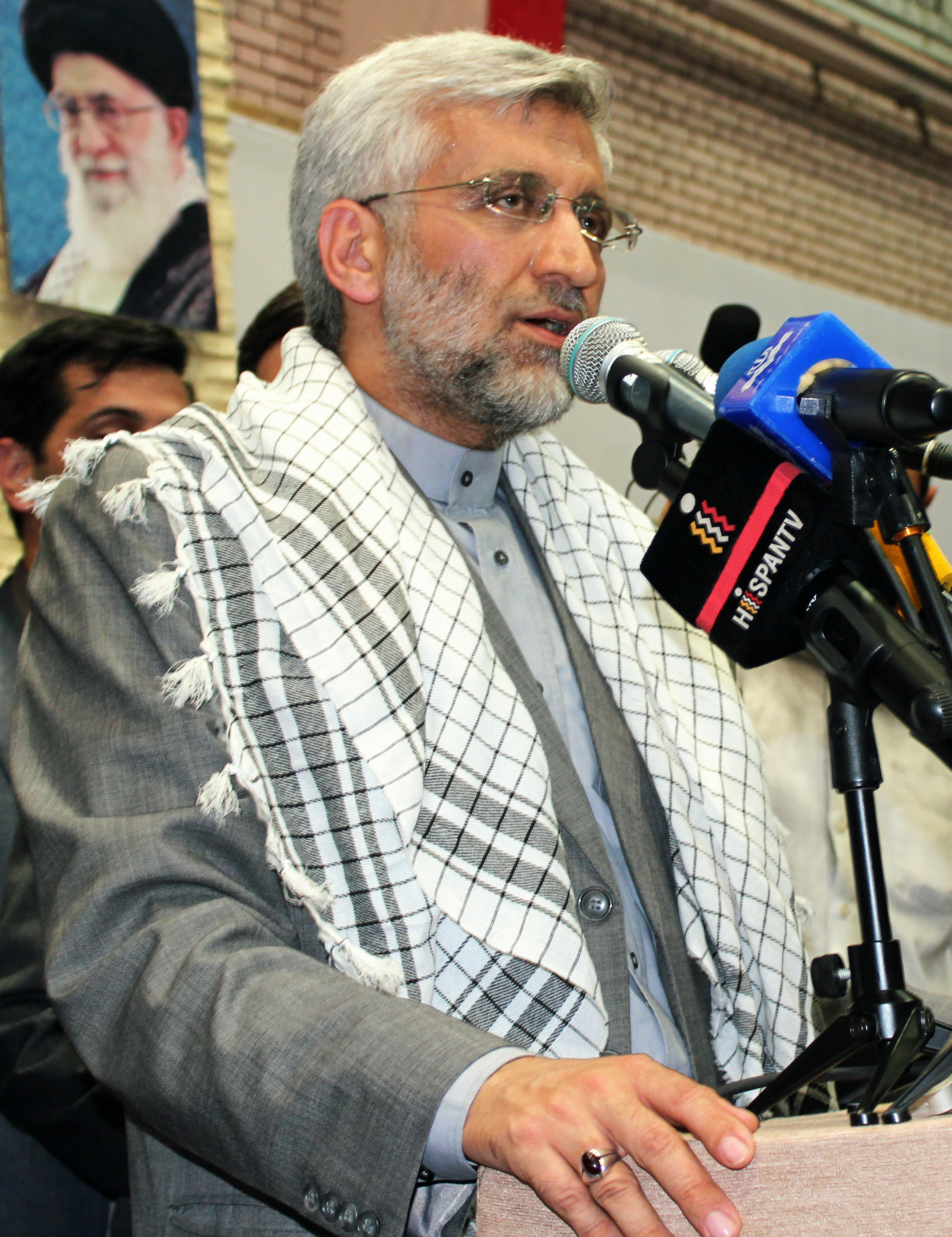
Saeed Jalili

### Gematigd-progressief

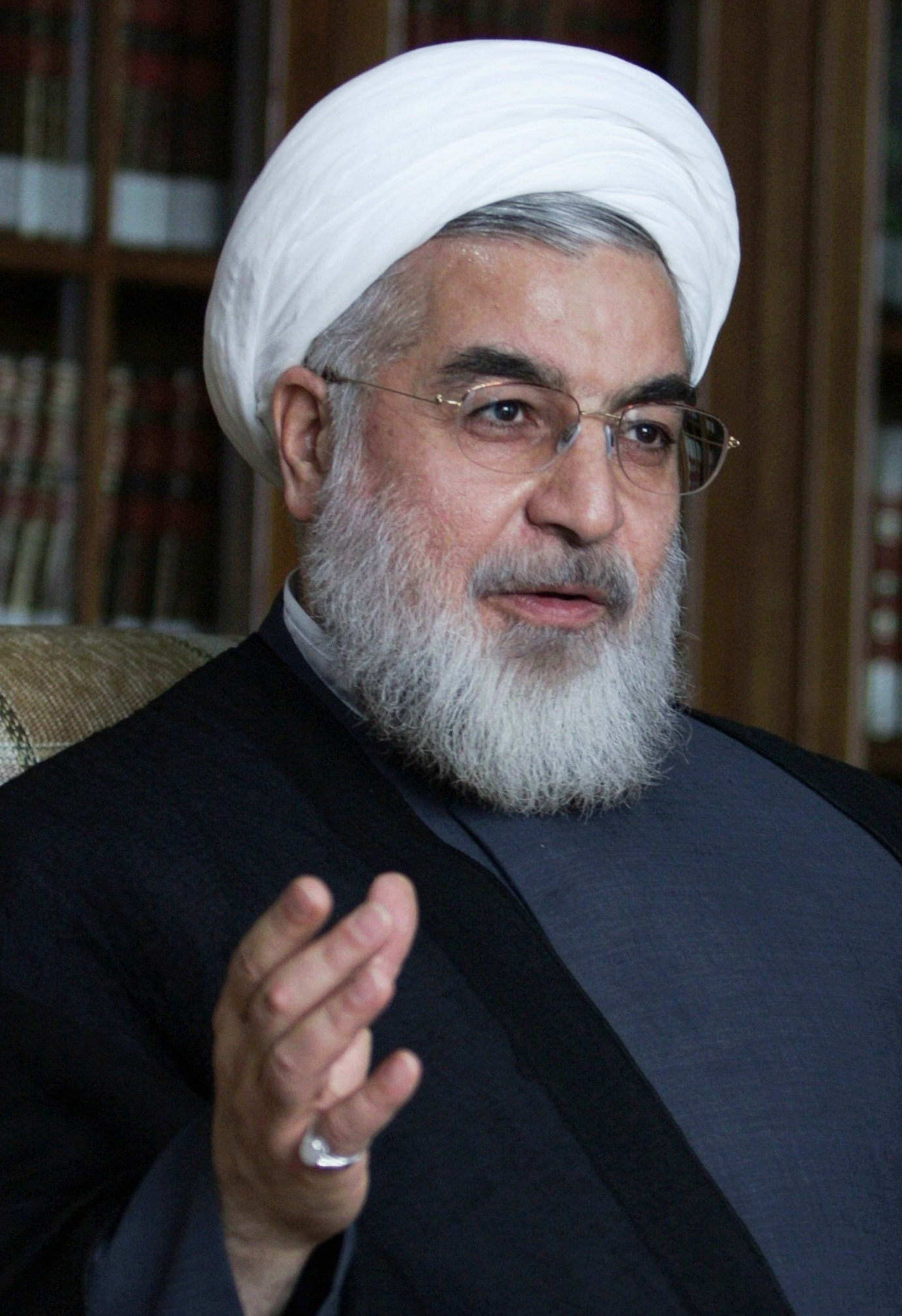
Hassan Rohani

### Onafhankelijk

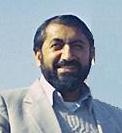
Mohammad Gharazi

## Uitslag
Rohani won in de eerste ronde.
| Kandidaat                   | Stemmen    | Percentage |
| --------------------------- | ---------- | ---------- |
| Hassan Rohani               | 18.613.329 | 50,71      |
| Mohammad Bagher Ghalibaf    | 6.077.292  | 16,55      |
| Saeed Jalili                | 4.168.946  | 11,35      |
| Mohsen Rezaee               | 3.884.412  | 10,58      |
| Ali Akbar Velayati          | 2.268.753  | 6,18       |
| Mohammad Gharazi            | 446.015    | 1,21       |
| Aantal stemgerechtigden     | 50.483.192 |            |
| Geldige stemmen             | 35.458.747 | 96,61      |
| Ongeldige en blanco stemmen | 1.245.409  | 3,39       |
| Opkomst                     | 36.704.156 | 72,70      |

## Reacties in Nederland
Minister Timmermans van buitenlandse zaken liet weten dat hij hoopt dat president Rohani de woorden uit zijn verkiezingscampagne waar kan maken, maar verwacht dat "zijn speelruimte beperkt zal zijn". Tevens is Rohani naar Timmermans' oordeel "onderdeel van de religieuze elite, die strak lijkt vast te houden aan het gevoerde beleid om niet tegemoet te komen aan de gerechtvaardigde eisen van de internationale gemeenschap, met name bij het nucleaire beleid".